# Euphorbia enormis
Euphorbia enormis es una especie fanerógama perteneciente a la familia de las euforbiáceas. Es endémica de Sudáfrica en Mpumalanga.

## Descripción
Es un arbusto perennifolio con tallo suculento y subterráneo caudex que alcanza los 25 a 45 cm de altura. Se encuentra a una altitud de 350 - 1800 metros en Sudáfrica.

## Taxonomía
Euphorbia enormis fue descrita por Nicholas Edward Brown y publicado en Flora Capensis 5(2): 362. 1915.
Etimología
Euphorbia: nombre genérico que deriva del médico griego del rey Juba II de Mauritania (52 a 50 a. C. - 23), Euphorbus, en su honor – o en alusión a su gran vientre –  ya que usaba médicamente Euphorbia resinifera. En 1753 Carlos Linneo asignó el nombre a todo el género.
enormis: epíteto